# 日本ロマンチスト協会
日本ロマンチスト協会（英称：NIPPON ROMANTIST ASSOCIATION ）は、「大切なパートナーとの持続可能な関係づくり」実現に向け、ロマンチスト育成プログラム「6つのアクション」と倦怠感削減のプログラム「3R」を全日本に共有し実践している。。

## 沿革
- 2007年4月 - 日本ロマンチスト協会設立。
- 2007年8月 - 「聖地」候補地として長崎県雲仙市愛野町を選定。
- 2007年11月 - 告白に最も適した気象条件を指数化するお天気指数「告白指数」の開発。
- 2008年4月 - 長崎県雲仙市愛野町をロマンチストの「聖地」として協会本部設置。
- 2008年6月 - 「じゃがいも畑の中心で愛を叫ぶ」（通称・ジャガチュー）第一回開催。
- 2016年6月 - 日本財団「海と日本PROJECT」との共同企画「恋する灯台プロジェクト」開始。